# Brown Bess
Brown Bess var den musket briterne brugte fra den amerikanske uafhængighedskrig.
Det var en glatløbet forlader med en - for tiden - udmærket præcision op til 300 meter.[kilde mangler]
Den blev anvendt som standardmusket i hele det britiske imperium af såvel linjeregimenter som af forskellige militsstyrker og var i brug fra ca. 1770 til 1838 i forskellige varianter.[kilde mangler]
Den blev eksporteret til adskillige lande på forskellige kontinenter. Specielt kan nævnes, at den svenske hær fik leveret et stort antal op til og under 'Den Finske Krig' imod Rusland (1808-09).[kilde mangler]